# Anticlea cabrerai
Anticlea cabrerai är en fjärilsart som beskrevs av Rudolf Pinker 1962. Anticlea cabrerai ingår i släktet Anticlea och familjen mätare. Inga underarter finns listade i Catalogue of Life.